# Aeropuerto Municipal de Scottsdale
El Aeropuerto Municipal Scottsdale  (en inglés, Scottsdale Airport) (IATA: SCF, OACI: KSDL, FAA LID: SDL) es un aeropuerto municipal ubicado a 9 millas (7.8 millas náuticas; 14 km) al norte del centro de Scottsdale, en el condado de Maricopa, Arizona, Estados Unidos.  La mayoría de los aeropuertos de Estados Unidos utilizan el mismo identificador de ubicación de tres letras para la FAA y la IATA, pero el aeropuerto de Scottsdale es SDL para la FAA y SCF para la IATA (que asignó SDL al Aeropuerto de Sundsvall-Timrå en Sundsvall, Suecia).
Los registros de la Administración Federal de Aviación dicen que el aeropuerto tuvo 4,798 embarques de pasajeros en el año calendario 2005 y 266 embarques en 2006. El Plan Nacional de Sistemas Aeroportuarios Integrados de la FAA para 2007-2011 calificó a Scottsdale como un aeropuerto de alivio.
Es uno de los aeropuertos de aviación general de pista única más transitados del país con 186,514 operaciones en 2019. El aeropuerto ofrece servicios de autorización, tierra y torre de 1300Z a 0400Z (6 a. m. a 9 p. m. hora local) todos los días.
El servicio de Aduanas está disponible todos los días de 9 a. m. a 7 p. m. Esto permite que visitantes de todo el mundo lleguen a Scottsdale con las visas adecuadas.
Las quejas de los vecinos sobre el ruido de los aviones alrededor del aeropuerto aumentaron a partir de 2004, alcanzando su punto máximo en 2005, cuando se registraron más de 15,000 quejas.  En 2019, las denuncias disminuyeron significativamente hasta 1,919 denuncias. Es poco probable que el aeropuerto cierre debido a las garantías de subvenciones federales y su tremendo impacto económico.
El aeropuerto de Scottsdale es un activo económico importante para Scottsdale y la región, ya que aporta cientos de millones de dólares en producción económica. La actividad de la aviación en el aeropuerto y en el parque aéreo circundante generó $688 millones en beneficios económicos totales para la región en el año fiscal 2019, y la actividad de la aviación generó alrededor de 3979 puestos de trabajo. Diariamente se crean beneficios económicos por valor de $1.9 millones de dólares.
El aeropuerto de Scottsdale es uno de los tres aeropuertos que reciben vuelos de aerolíneas comerciales en el área de Phoenix, Arizona, siendo los otros el Aeropuerto Internacional de Phoenix-Sky Harbor y el Aeropuerto Williams Gateway.

## Instalaciones
El aeropuerto de Scottsdale cubre 114 ha (282 acres) y tiene una pista de asfalto (3/21) de 2514 x 30 m (8249 x 100 pies).
En el año que finalizó el 31 de diciembre de 2020, el aeropuerto tuvo 202,564 operaciones de aeronaves, un promedio de 555 por día: 91% aviación general, 8% taxi aéreo y <1% militar. En este aeropuerto tenían su base 356 aviones: 167 monomotor, 26 multimotor, 137 jet y 26 helicópteros. En 2019, el aeropuerto tuvo operaciones de 186,514 aeronaves. En 2020 se realizaron más de 200,000 operaciones.
Hay tres operadores principales de base fija ubicados en el campo, Jet Aviation Scottsdale (NUEVO), Signature Flight Support y Ross Aviation (anteriormente Corporate Jets). El Departamento de Bomberos de Scottsdale mantiene una instalación junto a la torre. El aeropuerto de Scottsdale también alberga los escuadrones de patrulla aérea civil 314 y 310, que ayudan en misiones de campo previa solicitud.

## Aerolíneas y destinos

### Pasajeros
Las siguientes aerolíneas operan vuelos regulares de pasajeros en el aeropuerto de Scottsdale:
| Aerolíneas | Destinos |
| ---------- | --- |
| JSX        | Burbank, Dallas–Love, Denver–Centennial (inicia el 10 de septiembre de 2025), Denver–Rocky Mountain (finaliza el 9 de septiembre de 2025), Las Vegas, Oakland, Orange County, Salt Lake City, San Diego/Carlsbad |

## Véase también

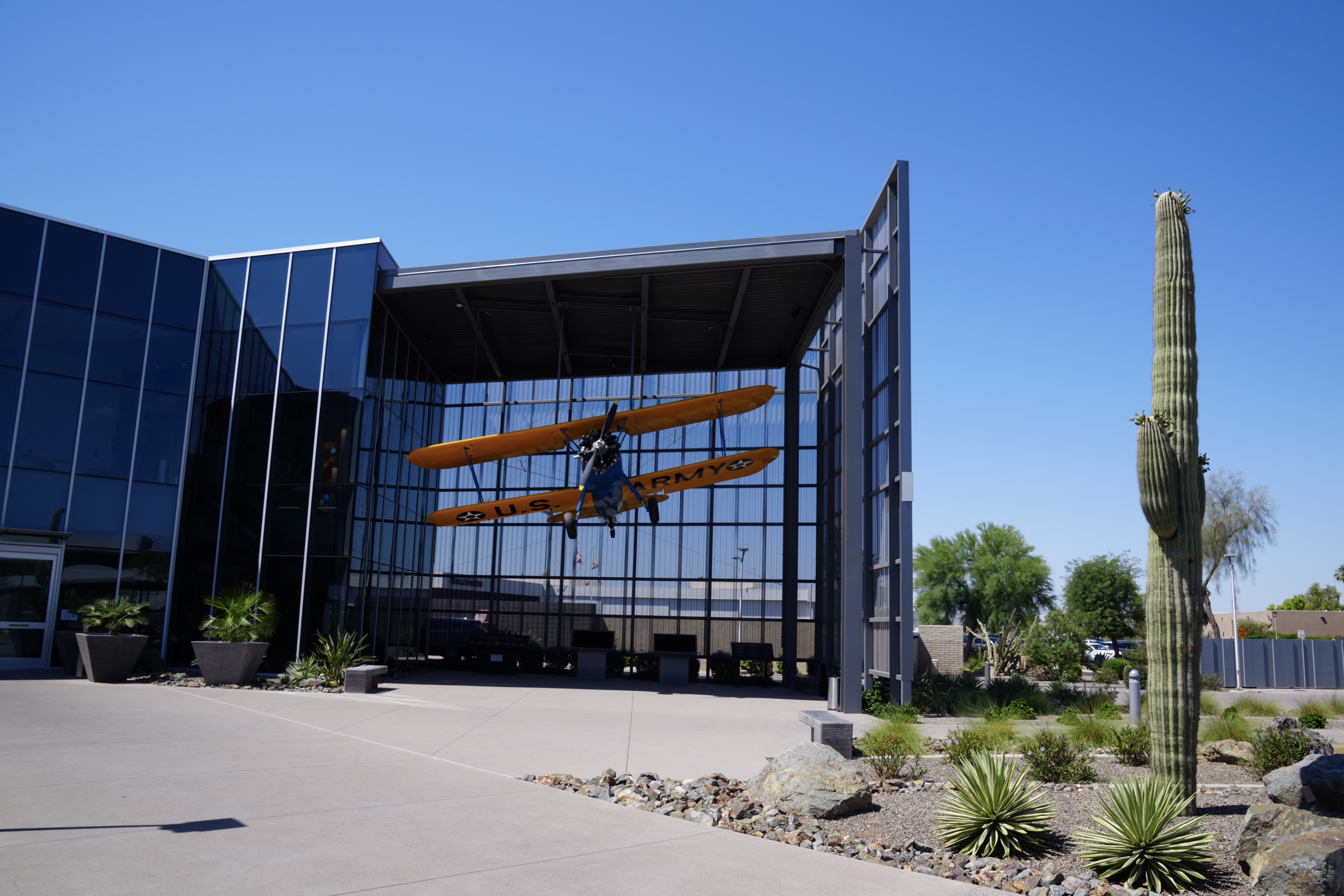
Un Stearman PT-17, un avión histórico de la Segunda Guerra Mundial del tipo utilizado para entrenar pilotos en Scottsdale en la Segunda Guerra Mundial.

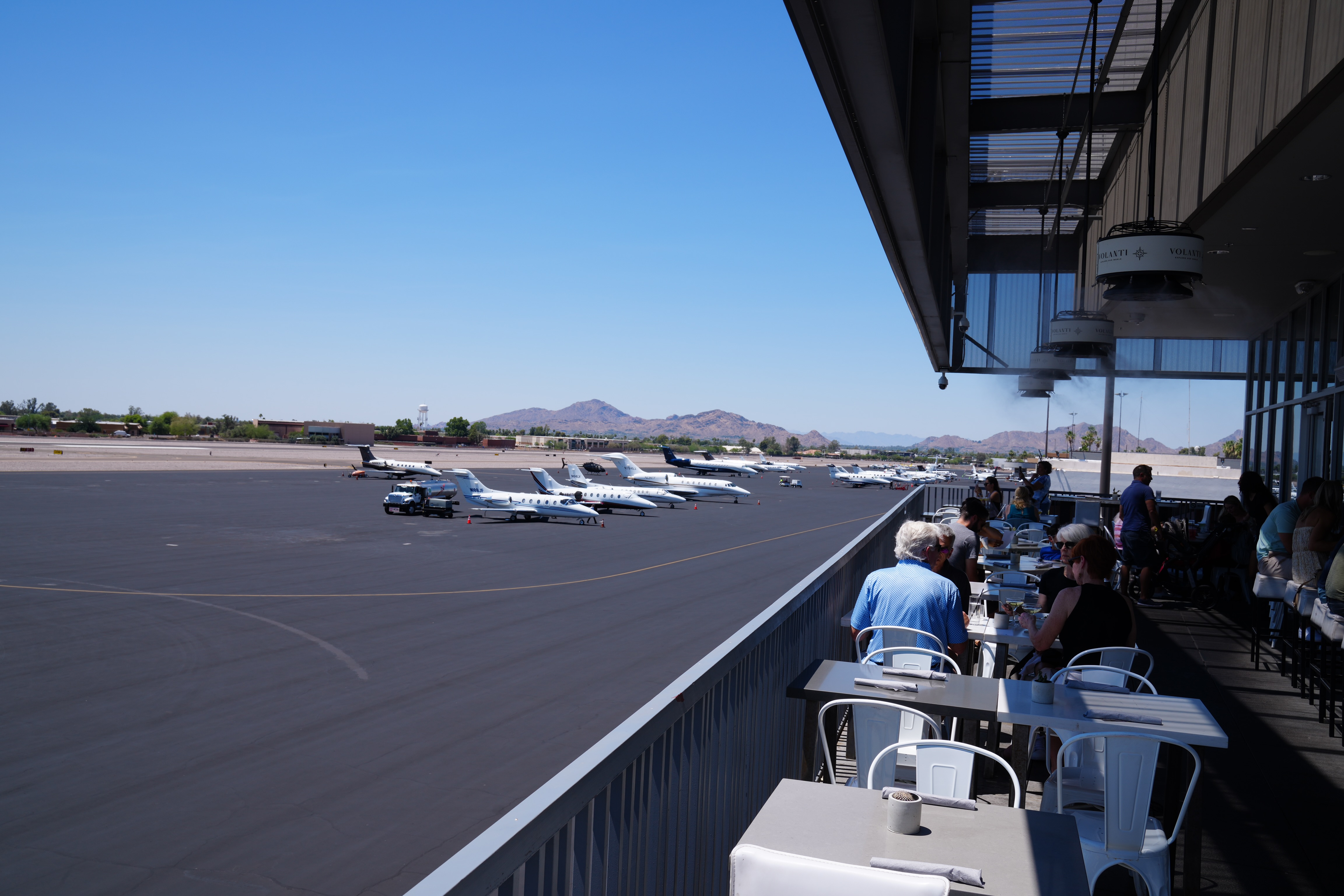
El restaurante Volanti en el aeropuerto tiene vista a la pista del aeropuerto. La montaña Camelback está al fondo.